# Jason Becker: Not Dead Yet
Jason Becker: Not Dead Yet é um documentário estadunidense de 2012, dirigido por Jesse Vile.
Conta a trajetória do guitarrista de rock neoclássico Jason Becker.

## Sinopse
O documentário explora as vertentes musicais de Jason desde sua infância, quando começou a tocar e demonstrou talento para a guitarra. Aborda a paixão do jovem pela música e seu estilo peculiar de manejar a guitarra, chamando a atenção de empresários daquele ramo musical, que o levaram ao estrelato e grande fama. No auge de seu estrelato, em 1989, Becker foi diagnosticado com Esclerose lateral amiotrófica - também conhecida como Doença de Lou Gehrig; uma doença neurodegenerativa irreversível e sem cura, até os dias de hoje. Jason teve de abandonar sua carreira e foi perdendo os movimentos aos poucos, parando de andar, de mexer os braços e de falar.
O foco do documentário é explorar sua força de vontade e a continuidade de sua paixão pela música. Com o auxílio de equipamentos eletrônicos, Becker continua a compor, ainda que esteja aprisionado numa cadeira de rodas e não tenha quase nenhum movimento no corpo. Também demonstra como ele consegue se comunicar, através de um sistema de indicação visual criado por seu pai, no qual as letras do alfabeto são divididas em grupos de quatro e separadas por quadrantes, o que permite à Jason direcionar seu olhar e formar palavras para falar com seus familiares. Not Dead Yet enfoca também o aspecto do desconhecimento de várias pessoas sobre o destino do rockstar, o qual muitos acreditavam ter morrido. A ELA é uma doença grave e a maioria das pessoas que a possuem, vivem apenas entre 2 e 5 anos. Becker, diagnosticado em 1989, deteriorou-se até 1997, quando sua condição se estabilizou; permanecendo inalterada deste então.

## Elenco
O elenco possui diversas pessoas, entre familiares de Becker e personalidades famosas com quem conviveu e ainda convive:
| Nome           | Ligação com Jason                                          |
| -------------- | ---------------------------------------------------------- |
| Jason Becker   | ele próprio                                                |
| Gary Becker    | pai                                                        |
| Pat Becker     | mãe                                                        |
| Ron Becker     | tio paterno                                                |
| Ehren Becker   | irmão                                                      |
| Marty Friedman | amigo e ex-companheiro de banda                            |
| Steve Hunter   | amigo e ex-companheiro de banda                            |
| Dave Lopez     | amigo                                                      |
| Serrana Pilar  | amiga, cuidadora e ex-noiva                                |
| Marilyn White  | amiga, cuidadora e ex-namorada                             |
| Mike Varney    | amigo                                                      |
| Nate Fox       | amigo                                                      |
| Richie Kotzen  | amigo                                                      |
| Steve Vai      | amigo                                                      |
| Joe Satriani   | amigo                                                      |
| Miko Sakaba    | amiga, ex-companheira, ex-promotora/tradutora e intérprete |

## Prêmios e Indicações
| Ano  | Prêmio                                          | Categoria                                        | Indicação                     | Resultado |
| ---- | ----------------------------------------------- | ------------------------------------------------ | ----------------------------- | --------- |
| 2012 | Grierson Award                                  | Best Newcomer                                    | Jesse Vile                    | Indicado  |
| 2012 | Hamptons International Film Festival            | Special Jury Prize                               | Jesse Vile (pela inspiração)  | Venceu    |
| 2012 | Hamptons International Film Festival            | Golden Starfish Award                            | Jesse Vile                    | Indicado  |
| 2012 | Newport Beach Film Festival                     | Outstanding Achievement in Filmmaking - Music    | Jesse Vile                    | Venceu    |
| 2012 | Biografilm Festival Bologna                     | Grand Jury Prize presented by Leonard Maltin     |                               | Venceu    |
| 2012 | Heartland Film Festival                         | Crystal Heart Award for Best Documentary Feature | Jesse Vile e Opus Pocus Films | Venceu    |
| 2012 | San Francisco Docfest                           | Audience Award                                   | Jesse Vile e Opus Pocus Films | Venceu    |
| 2012 | Cinequest Film Festival                         | Audience Favorite Choice Award                   | Jesse Vile e Opus Pocus Films | Venceu    |
| 2012 | Cinequest Film Festival                         | Special Jury Prize for Documentary               | Jesse Vile e Opus Pocus Films | Venceu    |
| 2012 | Calgary International Film Festival             | Audience Award                                   | Jesse Vile e Opus Pocus Films | Venceu    |
| 2012 | Full Frame Documentary Film Festival            | Charles Guggenheim Emerging Artist Award         | Jesse Vile e Opus Pocus Films | Indicado  |
| 2012 | Full Frame Documentary Film Festival            | Inspiration Award                                | Jesse Vile e Opus Pocus Films | Indicado  |
| 2012 | British Independent Film Awards                 | Raindance Award                                  |                               | Indicado  |
| 2012 | Chicago International Movies and Music Festival | Best Documentary Feature                         | Jesse Vile                    | Venceu    |
| 2012 | Athens International Film Festival              | Golden Athena Award                              | Jesse Vile e Opus Pocus Films | Indicado  |